# Ланди, Франческо
Франческо Ланди (итал. Francesco Landi; 9 июля 1682, Пьяченца, Пармское герцогство — 11 февраля 1757, Рим, Папская область) — итальянский куриальный кардинал и доктор обоих прав. Секретарь Священной Конгрегации дисциплины монашествующих и советник Верховной Священной Конгрегации Римской и Вселенской Инквизиции с 1 января 1736 по 18 сентября 1741. Архиепископ Беневенто с 18 сентября 1741 по 17 января 1752. Камерленго Священной Коллегии кардиналов с 14 января 1754 по 17 февраля 1755. Префект Священной Конгрегации Индекса с 6 января 1755 по 11 февраля 1757. Кардинал-священник с 9 сентября 1743, с титулом церкви Сант-Онофрио с 15 июня 1744 по 13 сентября 1745. Кардинал-священник с титулом церкви Сан-Джованни-а-Порта-Латина с 15 июня 1744 по 13 сентября 1745.